# リカヴィトスの丘

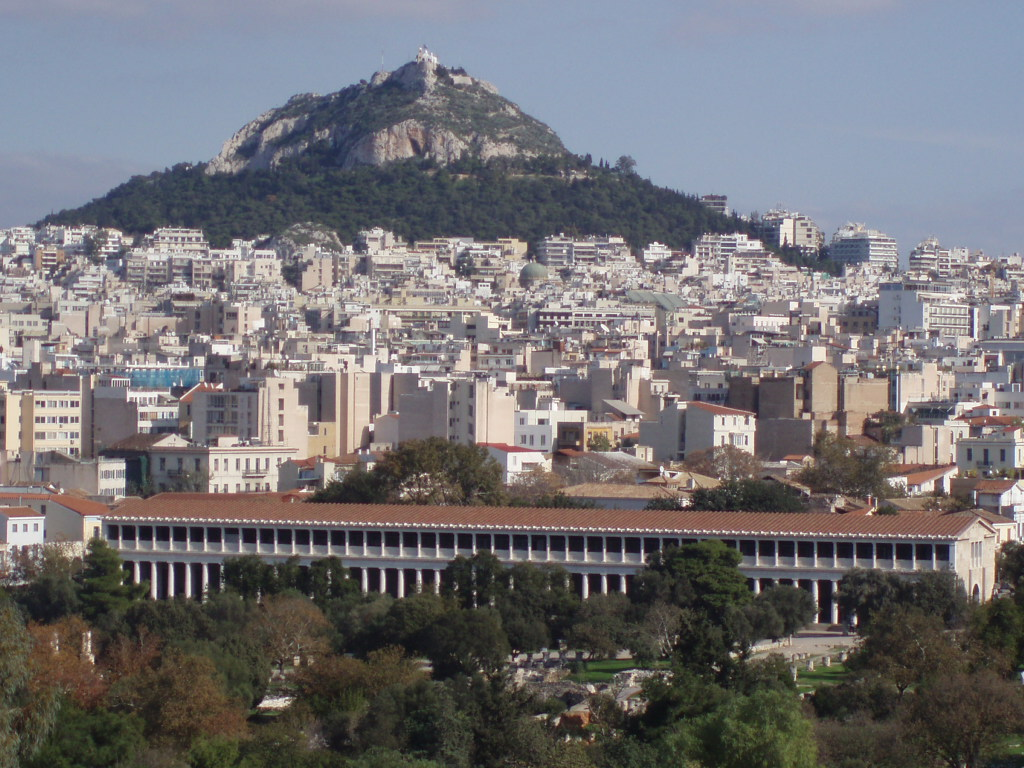
リカヴィトスの丘

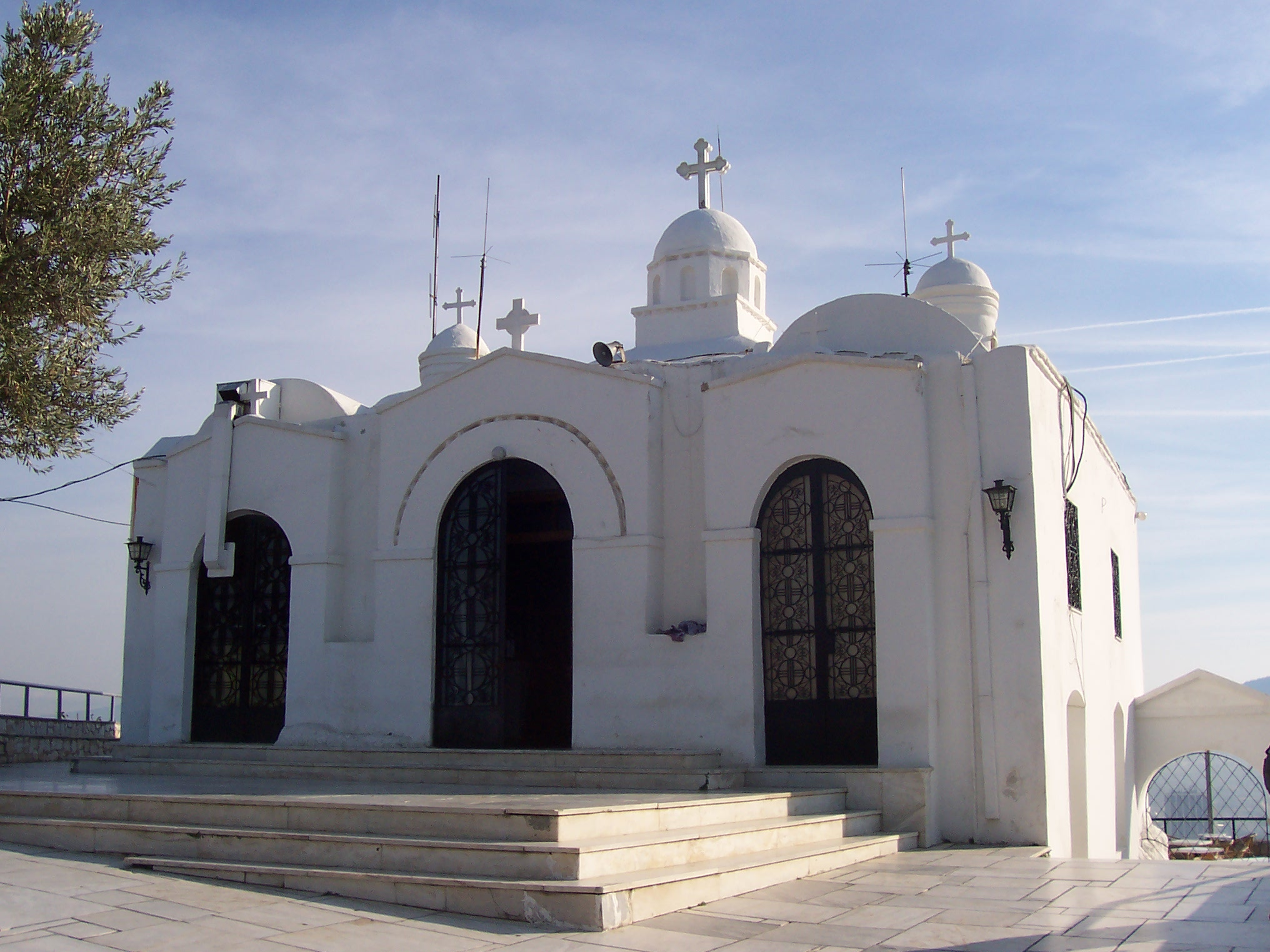
ゲオルギオス聖堂

リカヴィトスの丘またはリカヴィトス（希: Λυκαβηττός，英: Lycabettos）とは、ギリシャのアテネ北東部にある海抜277mの丘で、アテネ市街地で最も標高が高い丘である。古代ギリシア語の発音に基づきリュカベットスとも表記される。
丘の麓は松の木で覆われており、2つある丘の頂上には19世紀に建てられたゲオルギオス聖堂（ Άγιος Γεώργιος）やリカヴィトス劇場、レストランなどがある。
リカヴィトスの丘は観光名所であり、麓と頂上は1960年代に造られたケーブルカー（Τελεφερίκ Λυκαβηττού，Teleferik）で結ばれている。

## 主な施設
- ゲオルギオス聖堂（ Άγιος Γεώργιος）
- リカヴィトス劇場（野外劇場）

## アクセス
- リカヴィトス・ケーブルカーが、丘の頂上のゲオルギオス聖堂付近と、丘の南側のAristippou通りの駅間を結んでいる。最寄りの地下鉄駅はアテネ地下鉄3号線のエヴァンゲリスモス駅（約650m南）